# عرائش
عرائش (در زبان‌های اروپایی: Larache و Laraxe) یکی از شهرهای کشور مراکش است. عرائش از قدیمی‌ترین شهرهای مراکش است.
شهر عرائش شهری بندری در استان طنجه تطوان در شمال مراکش قرار گرفته. این شهر در سدهٔ ۷ توسط سربازان مسلمانی که از عربستان آمده بودند بنیاد شد.
در سال ۱۴۷۱ نظامیانی از کوچ‌نشین‌های پرتغال به عرائش آمده و ساکنان آن را از شهر بیرون راندند.

## نگارخانه

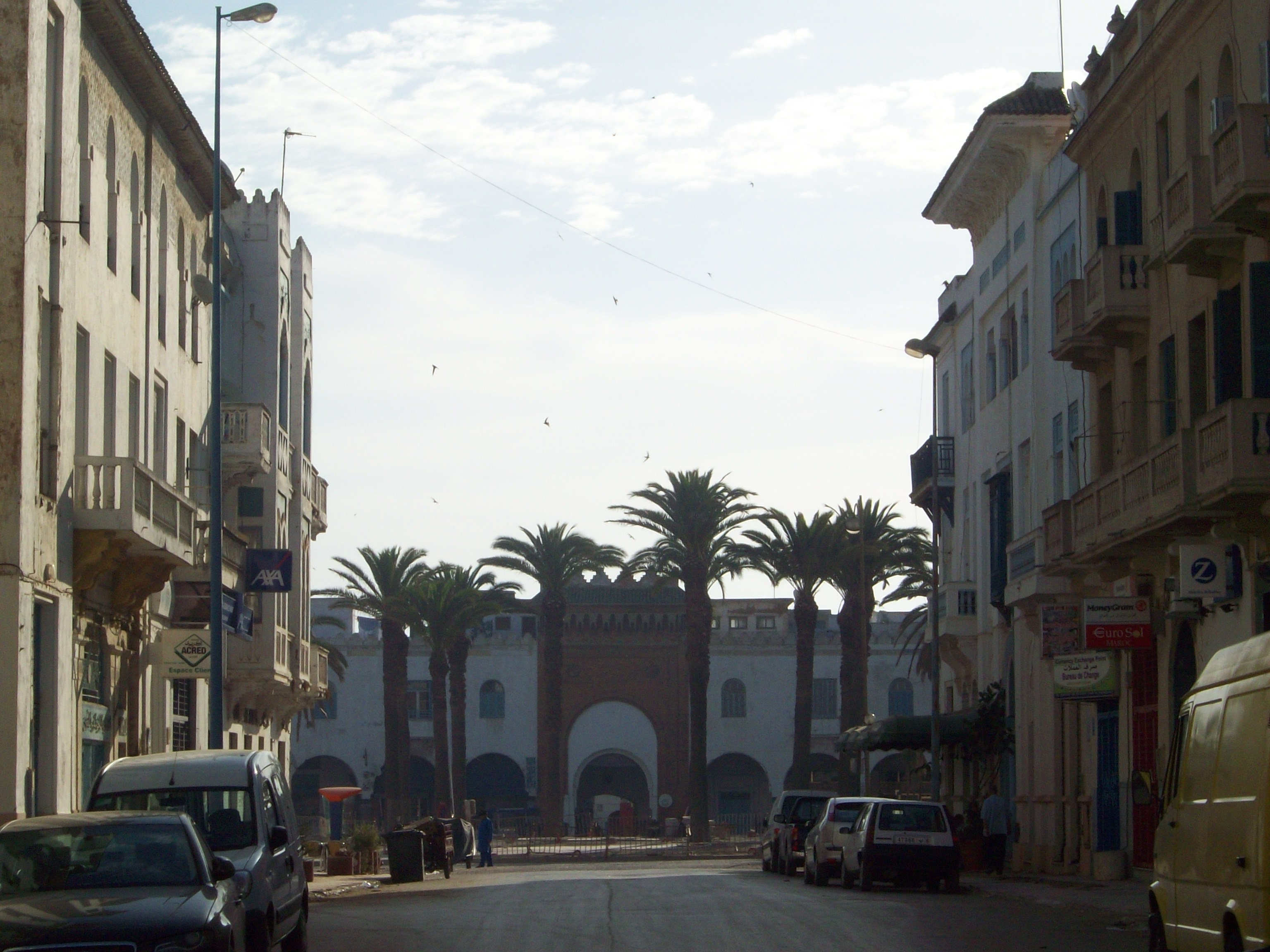
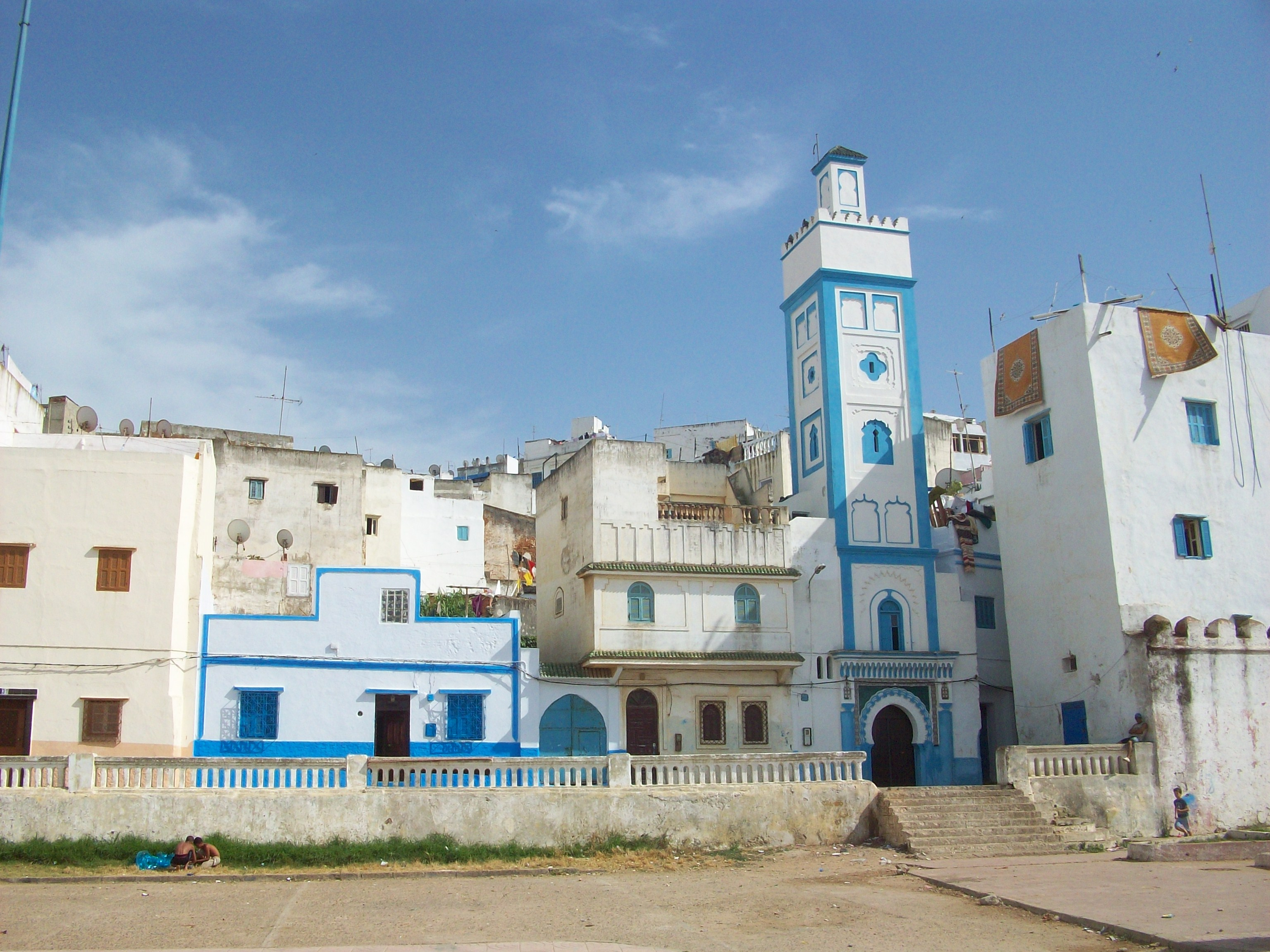
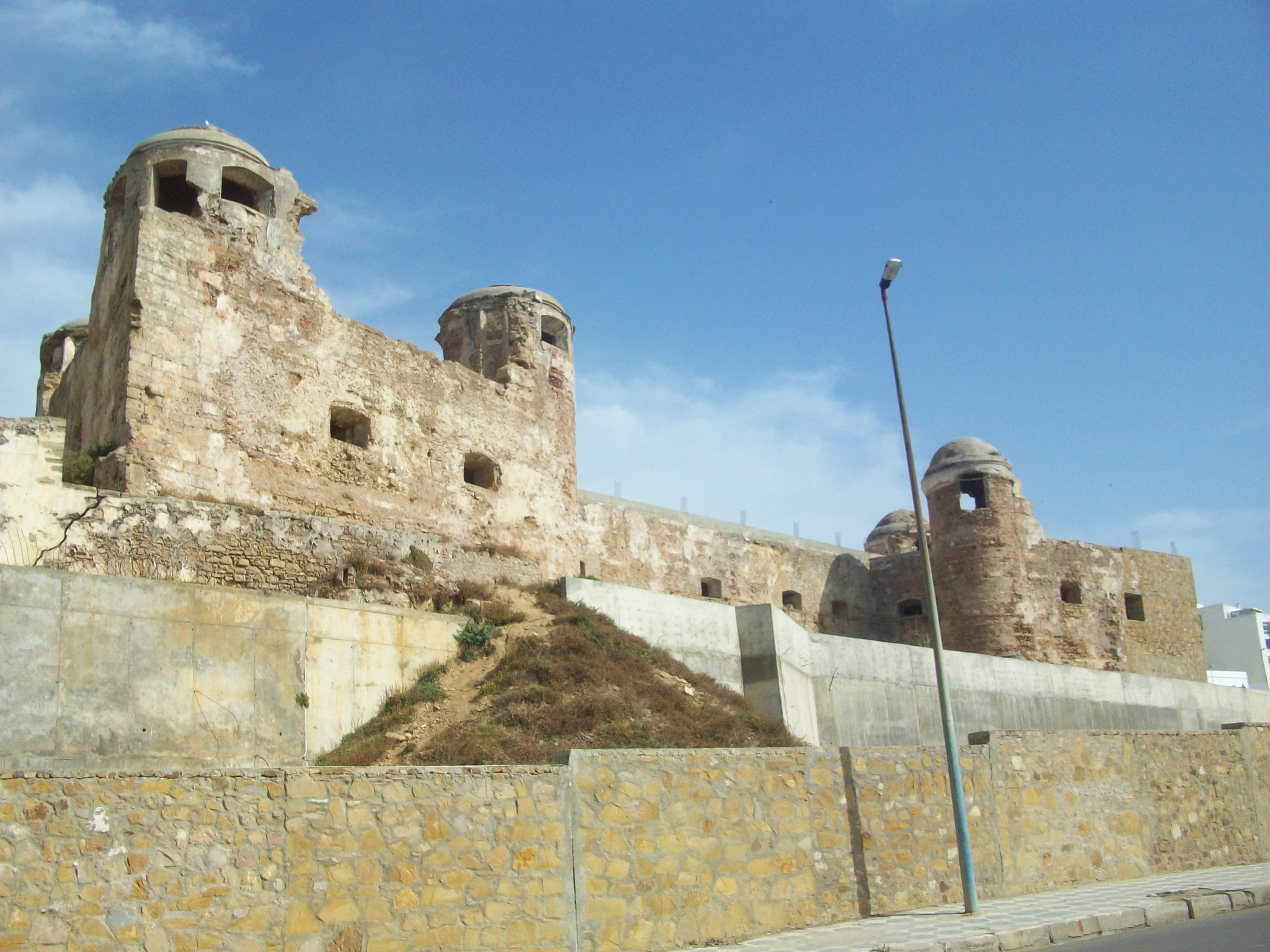
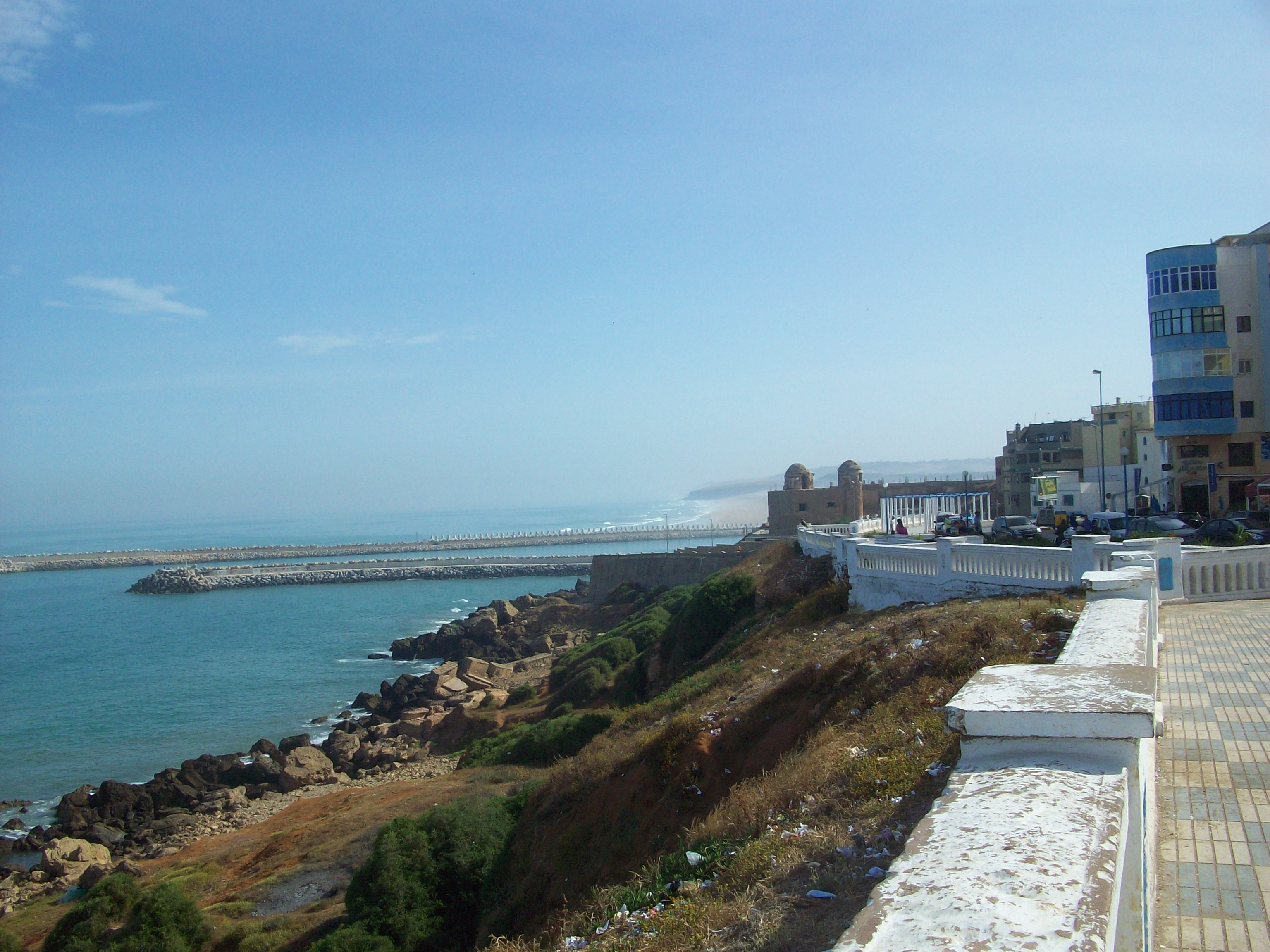
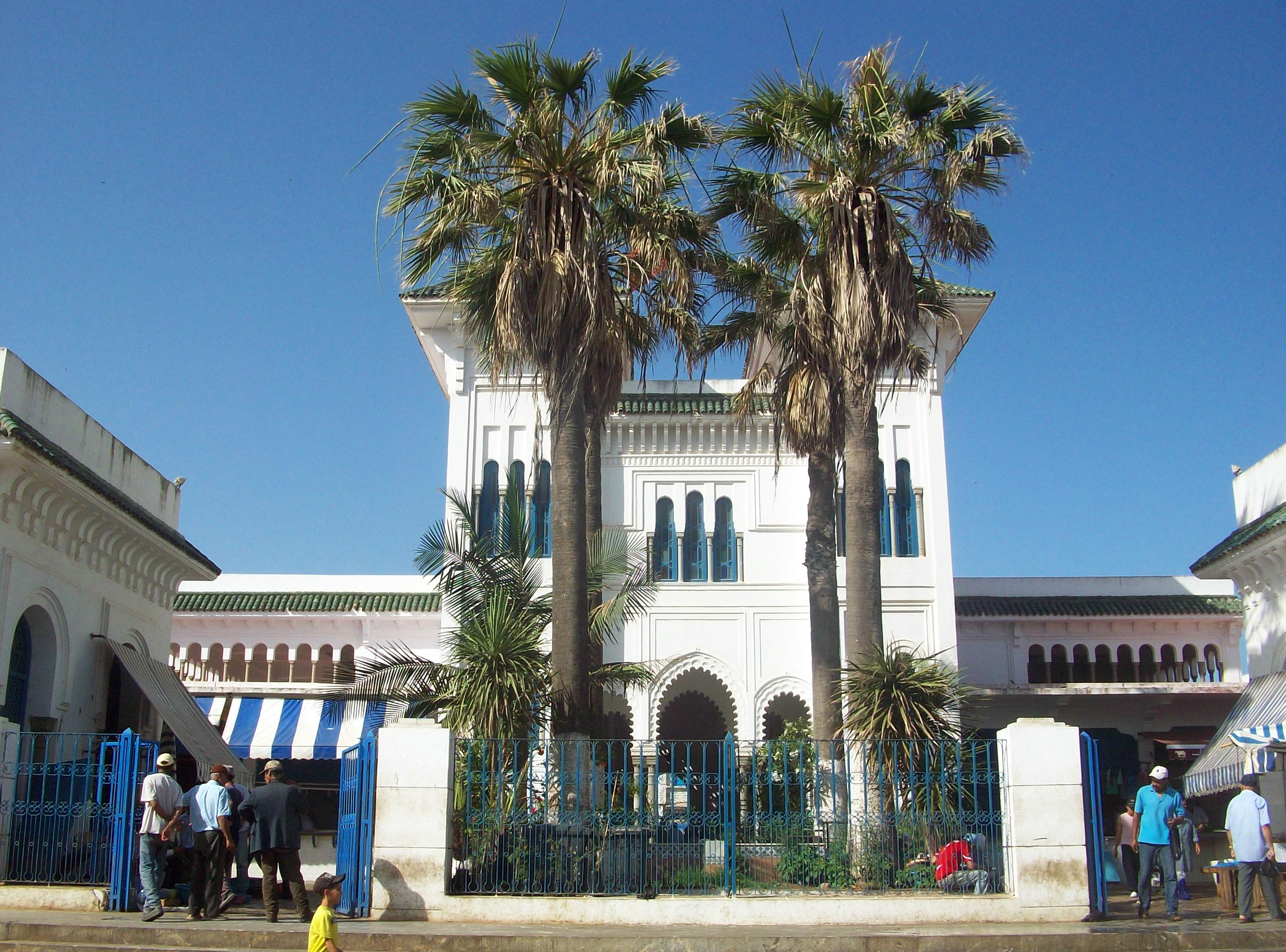
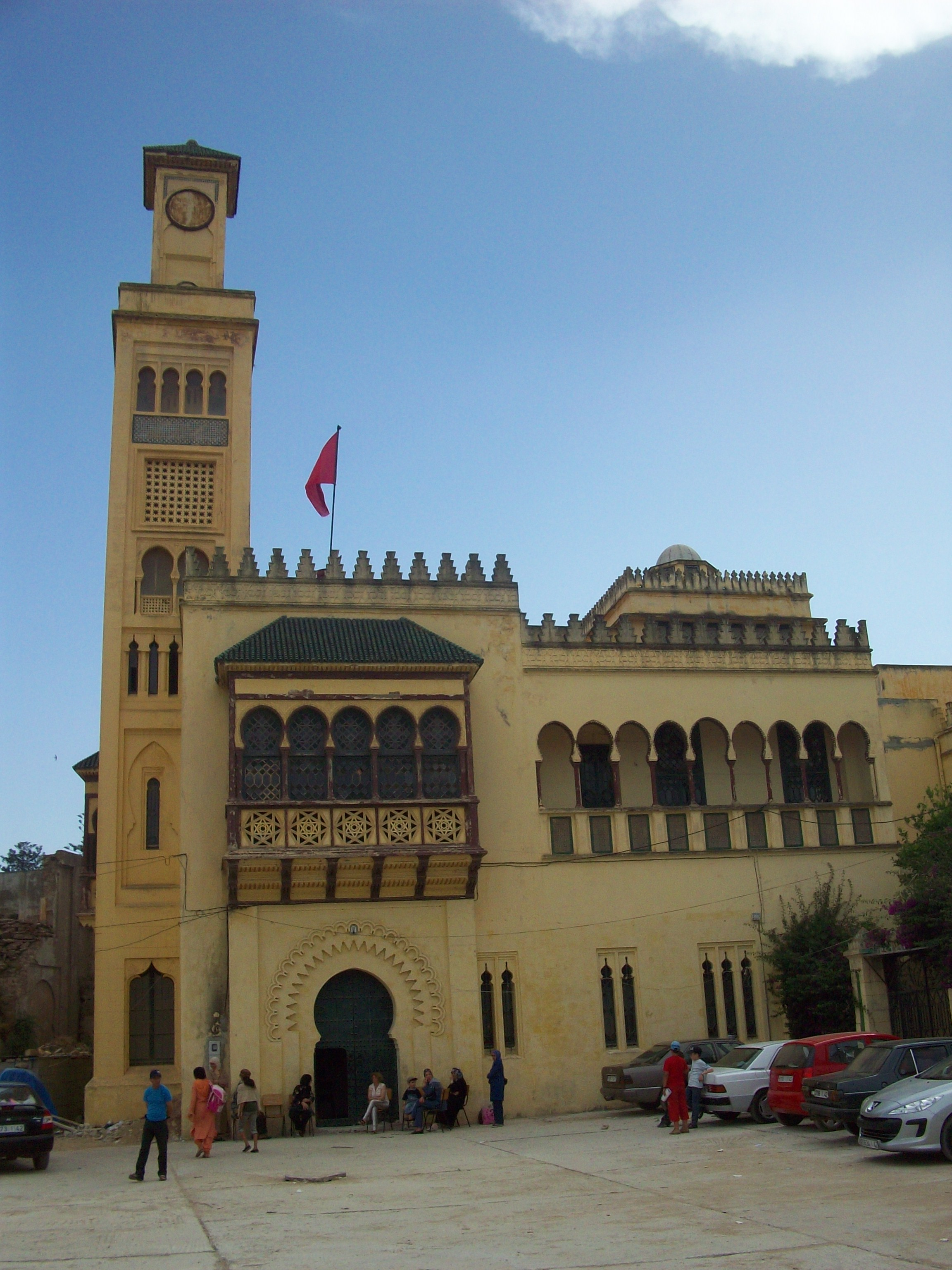
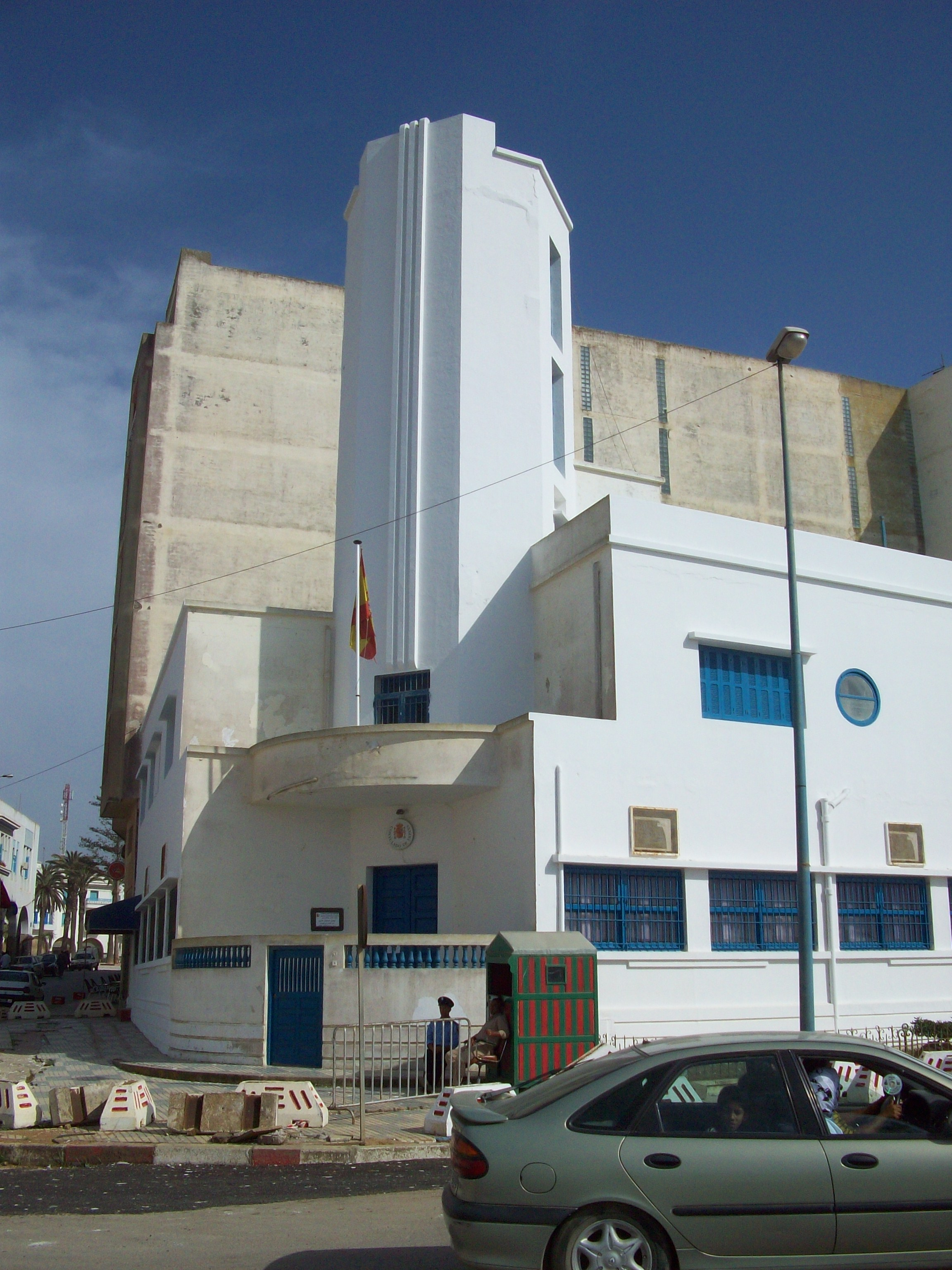
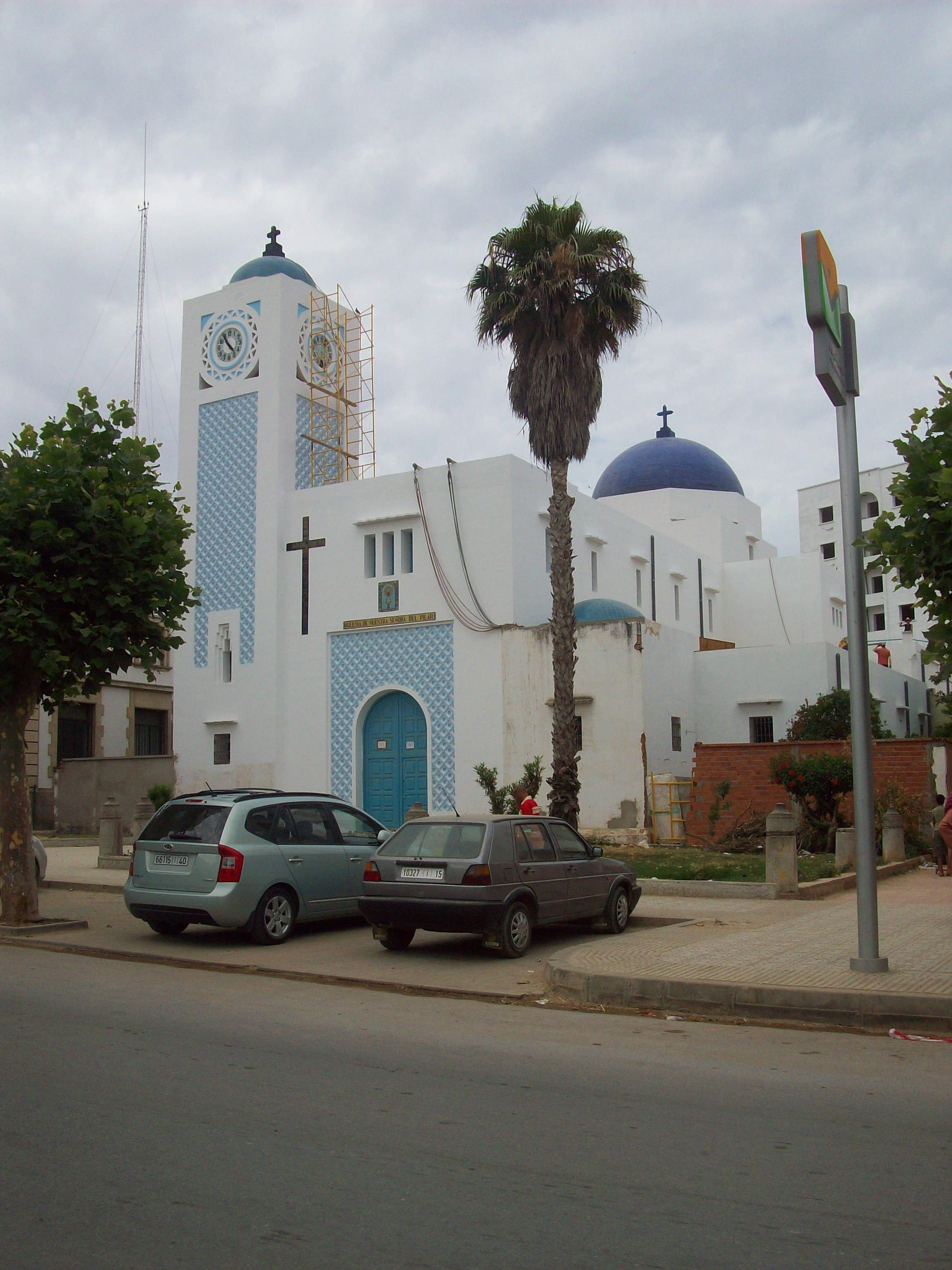